# Què passa, Lliri Tigrat?
Què passa, Lliri Tigrat? (títol original en anglès What's Up, Tiger Lily?) és una pel·lícula estatunidencojaponesa (1966) de Woody Allen i Senkichi Taniguchi. Aquesta pel·lícula ha estat doblada al català.

## Argument
“Què passa, Lliri Tigrat?” té la particularitat de ser una pel·lícula feta a partir d'una pel·lícula de sèrie B japonesa Internacional Secret Policia: Key of Keys els drets de la qual pertanyien al productor Ben Shapiro. Woody Allen en fa una nova història suprimint escenes, donant-li la volta a d'altres, i creant diàlegs en el doblatge dels quals participa. En la seva estrena, jutjant el resultat llastimós, intenta impedir la seva distribució però, comprovant l'èxit, tant amb la crítica com del públic, s'hi repensa. La part musical és dels Lovin' Spoonful, un grup de música pop, l'estil del qual contrasta amb la música jazzy de les altres pel·lícules de Woody Allen.

## Repartiment
Les dues actrius principals, Mie Hama i Akiko Wakabayashi, són sobretot conegudes a Occident per als seus papers respectius de Kissy Suzuki i Aki a la pel·lícula de James Bond “Només es viu dues vegades”.
- Tatsuya Mihashi: Phil Moskowitz
- Woody Allen: el narrador
- Akiko Wakabayashi
- Mie Hama
- Tadao Nakamaru: Shepherd Wong
- Tetsu Nakamura: Ministre d'afers exteriors
- Louise Lasser: Una de les veus